# 丸山下站
丸山下站（日语：／ Maruyama-shita eki */?）是位於群馬縣桐生市堤町三丁目9番1號，上毛電氣鐵道的上毛線車站。
車站名稱取自鄰近的丸山。

## 歷史
- 1928年（昭和3年）11月10日 - 車站啟用。

## 車站構造
此站是地面車站，設有1面1線的單式月台。此站是無人車站。在上毛線只有1面1線月台的車站中，只有此站的月台位於路軌南邊。

## 使用狀況
以下為近年使用狀況數據。
| 上下車人次變化     | 上下車人次變化 |
| 年度               | 1日平均人次    |
| ------------------ | -------------- |
| 2009年（平成21年） | 49             |
| 2010年（平成22年） | 50             |
| 2011年（平成23年） | 48             |
| 2012年（平成24年） | 51             |
| 2013年（平成25年） | 64             |
| 2014年（平成26年） | 58             |
| 2015年（平成27年） | 61             |
| 2016年（平成28年） | 56             |
| 2017年（平成29年） | 68             |
| 2018年（平成30年） | 56             |
| 2019年（令和元年） | 53             |

## 車站周邊
- 丸山
- 渡良瀨川
- 赤岩橋（日语：赤岩橋 (渡良瀬川)）

## 巴士路線
最近的巴士站是「丸山下」。
| 乘車處                                   | 系統   | 主要途經                 | 目的地   | 巴士公司 | 備註 |
| ---------------------------------------- | ------ | ------------------------ | -------- | -------- | ---- |
|                                          | 川內線 | 小倉會館前、川口北小學前 | 名久木   | 織姬巴士 |      |
| 小倉會館前、自然觀察之森、川口北小學前   | 川內線 | 名久木                   |          | 織姬巴士 |      |
| 小倉會館前、四丁目集會所前、川口北小學前 | 川內線 | 吹上                     |          | 織姬巴士 |      |
|                                          | 川內線 | 桐生站北出口、厚生醫院   | 新桐生站 | 織姬巴士 |      |

## 相鄰車站
上毛電氣鐵道
上毛線
富士山下－丸山下－西桐生

## 注腳
1. ↑  市内鉄道の年間乗降客数 （页面存档备份，存于） - 桐生市

## 外部連結
- 上毛電氣鐵道　沿線資訊 （页面存档备份，存于）（日語）